# Atlantic City, New Jersey
Atlantic City este un oraș din comitatul Atlantic, statul New Jersey, Statele Unite ale Americii și una din cele mai renumite destinații turistice pentru jocuri de noroc, cumpărături și distracții.
Orașul, care a servit ca model de inspirație pentru varianta americană a jocului Monopoly, se găsește pe insula Absecon, aflată pe coasta Oceanului Atlantic. Conform datelor furnizate de United States Census Bureau, populația orașului fusese de 39.558 de locuitori în anul 2010, respectiv de 274.549 în zona metropolitană a localităților Atlantic City – Hammonton .

### Atracții turistice

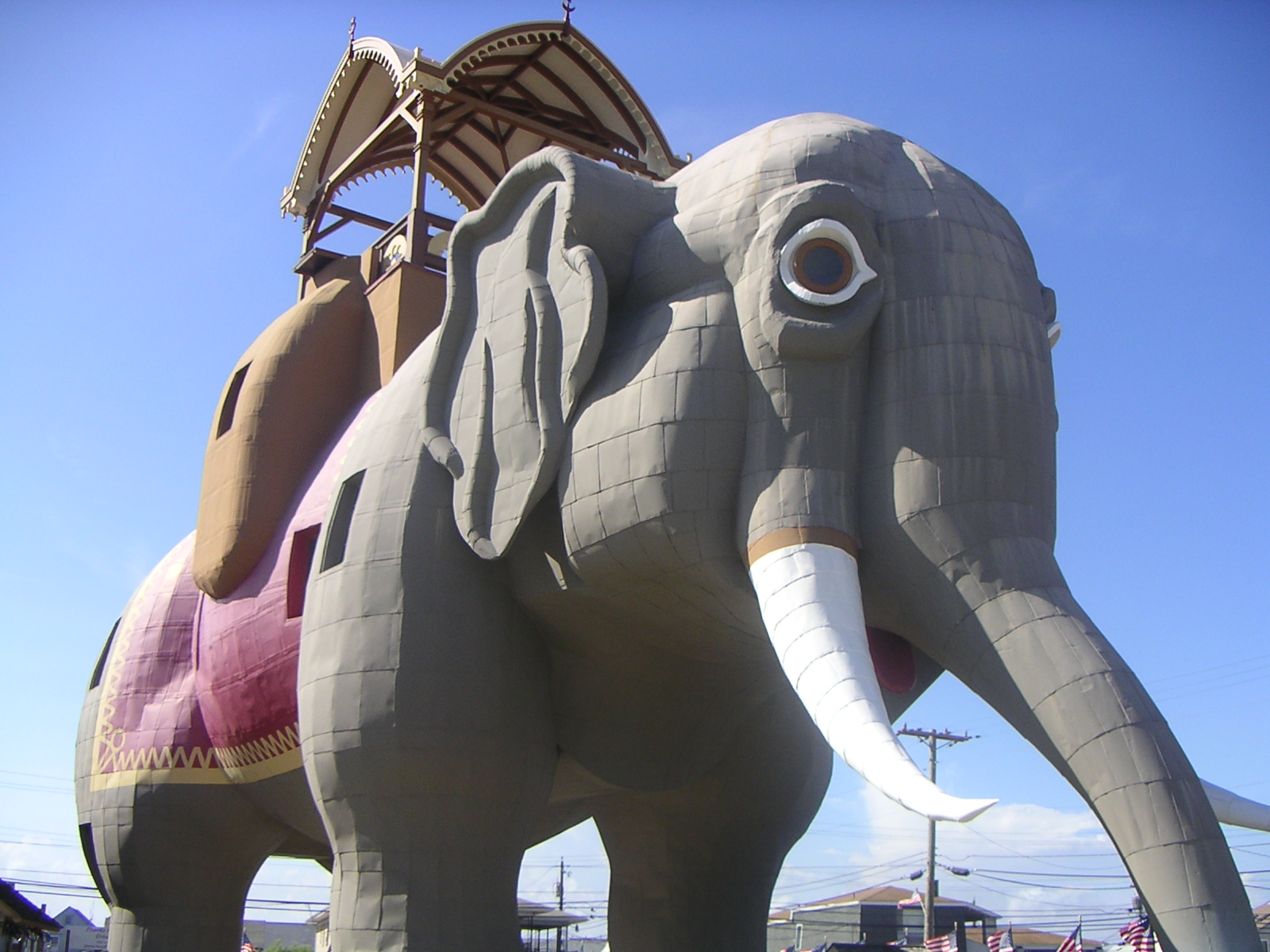
Lucy the Elephant in nearby Margate City

## Economie

#### Hoteluri cu casino

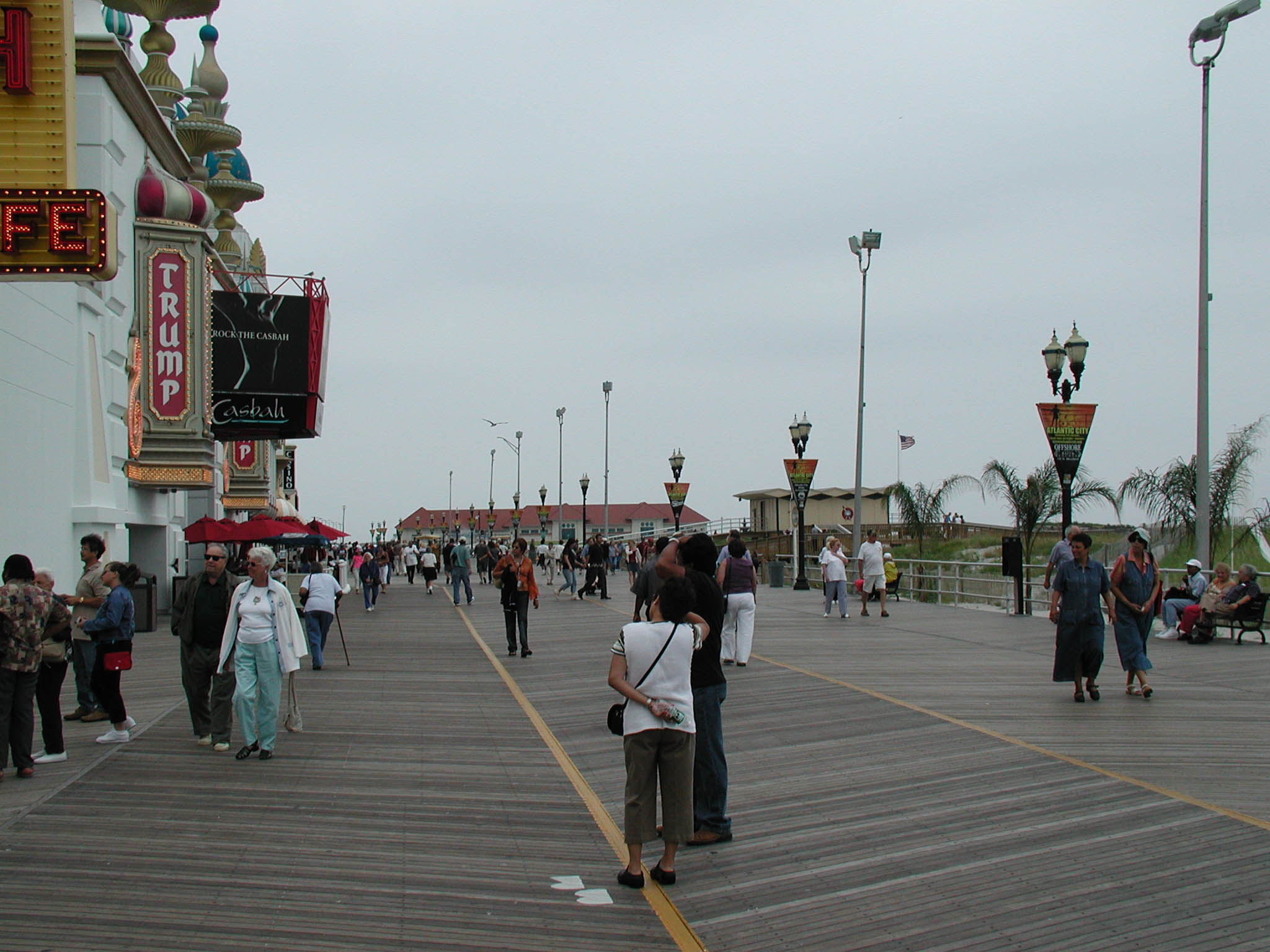

| Casinou                     | Data inaugurării  | Temă              | Număr de camere | Compania "părinte"                 | District   |
| ACH Casino Resort           | 2 decembrie 1980  | Beach Resort      | 800             | Colony Capital                     | Downbeach  |
| Bally's Atlantic City       | 29 decembrie 1979 | Modern            | 1.753           | Caesars Entertainment\| \| Midtown |            |
| The Borgata                 | 2 iulie 2003      | Tuscany           | 2.802           | Marina District Development        | The Marina |
| Caesars Atlantic City       | 26 iunie 1979     | Roman Empire      | 1.158           | Caesars Entertainment              | Midtown    |
| Harrah's Atlantic City      | 27 noiembrie 1980 | Marina Waterfront | 2.588           | Caesars Entertainment              | The Marina |
| Golden Nugget Atlantic City | 19 iunie 1985     | Gold Rush Era     | 728             | Landry's Restaurants               | The Marina |
| Resorts Casino Hotel        | 28 mai 1978       | Roaring Twenties  | 942             | DGMB Casinos                       | Uptown     |
| Showboat Atlantic City      | 2 april 1987      | Mardi Gras        | 1.331           | Caesars Entertainment              | Uptown     |
| Tropicana Atlantic City     | 26 noiembrie 1981 | Old Havana        | 2.129           | Tropicana Entertainment            | Downbeach  |
| Trump Plaza                 | 26 mai 1984       | Luxury Resort     | 906             | Trump Entertainment Resorts        | Midtown    |
| Trump Taj Mahal             | 2 aprilie 1990    | Taj Mahal         | 2.248           | Trump Entertainment Resorts        | Uptown     |

## Geografie

### Climat
Atlantic City are un climat subtropical umed (după clasificarea Köppen), cu anumite elemente de moderație maritimă, mai ales în timp verii.

## Mass media

### Ziare și reviste
- The Press of Atlantic City
- GoAC.com
- Atlantic City Weekly
- Su Voz
- Casino Connection

### Posturi de radio
WAYV 95.1 FM – Top 40

WTTH 96.1 FM – Urban AC (The Touch)

WFPG 96.9 FM – AC (Lite Rock 96.9)

WENJ 97.3 FM – ESPN Radio/Sports

WTKU 98.3 FM – Classic Hits (Kool 98.3)

WZBZ 99.3 FM – Rhythmic (Kiss FM)

WZXL 100.7 FM – Rock (The Rock Station)

WWAC 102.7 FM – Top 40 (AC 102.7)

WMGM 103.7 FM – Mainstream Rock (WMGM Rocks)

WSJO 104.9 FM – Hot AC (Sojo 104.9)

WPUR 107.3 FM – Country (Cat Country 107.3)

WWJZ 640 AM – Kids (Radio Disney)

WMID 1340 AM – Oldies

WOND 1400 AM – News/Talk

WENJ 1450 AM – ESPN Radio/Sports

WBSS 1490 AM – Sports

### Posturi de televiziune
- WQAV-LP Channel 34 Atlantic City (AsiaVision/Independent)
- WMGM-TV Channel 40 Atlantic City (NBC)
- WMCN-TV Channel 53 Atlantic City (ShopNBC)
- W60CX Channel 60 Atlantic City (TBN)
- WWSI-TV Channel 62 Atlantic City (Telemundo)

## Personalități născute aici
- Benjamin Burnley (n. 1978), cântăreț, chitarist rock.

## Galerie de imagini

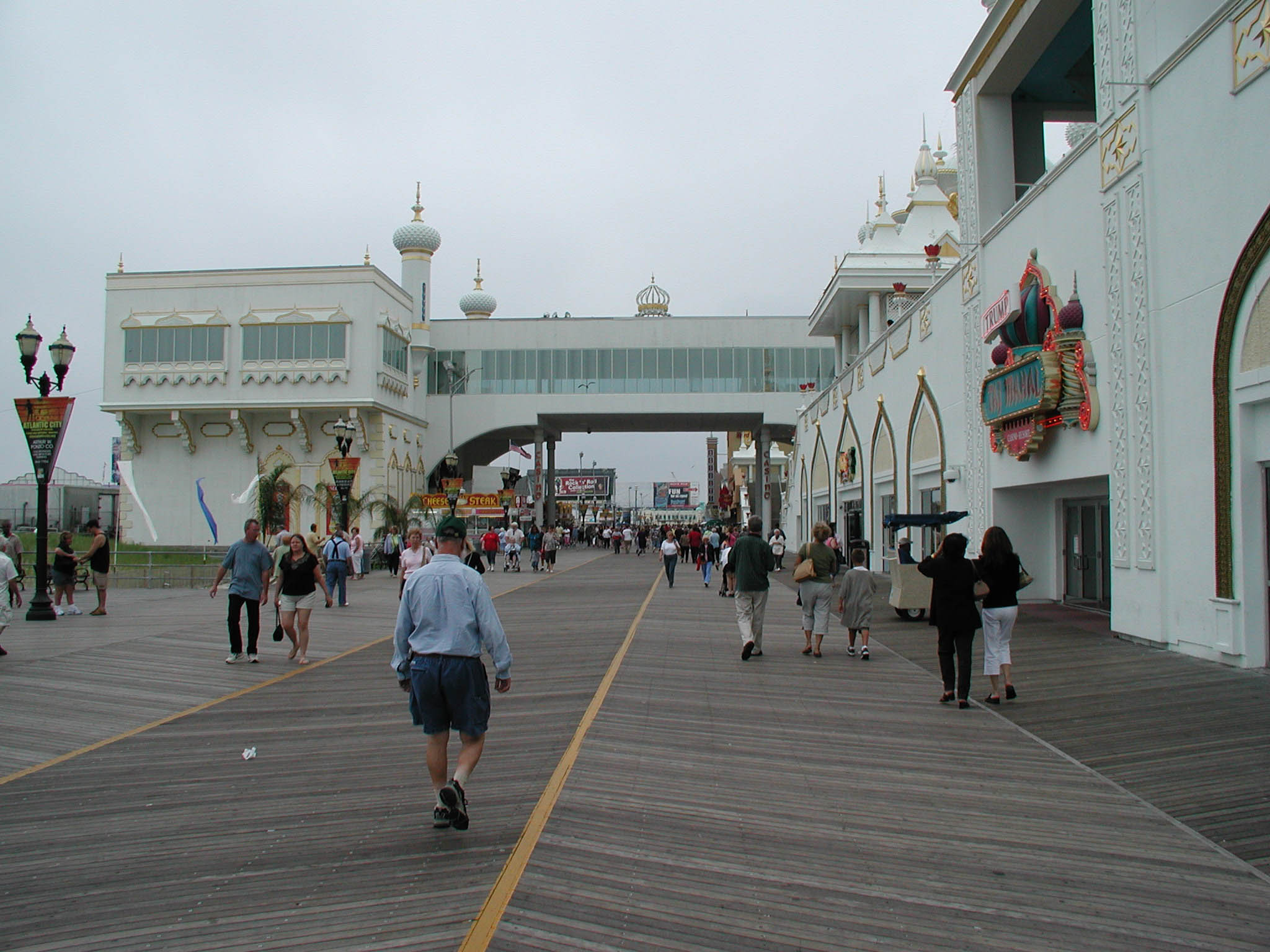
Atlantic City boardwalk
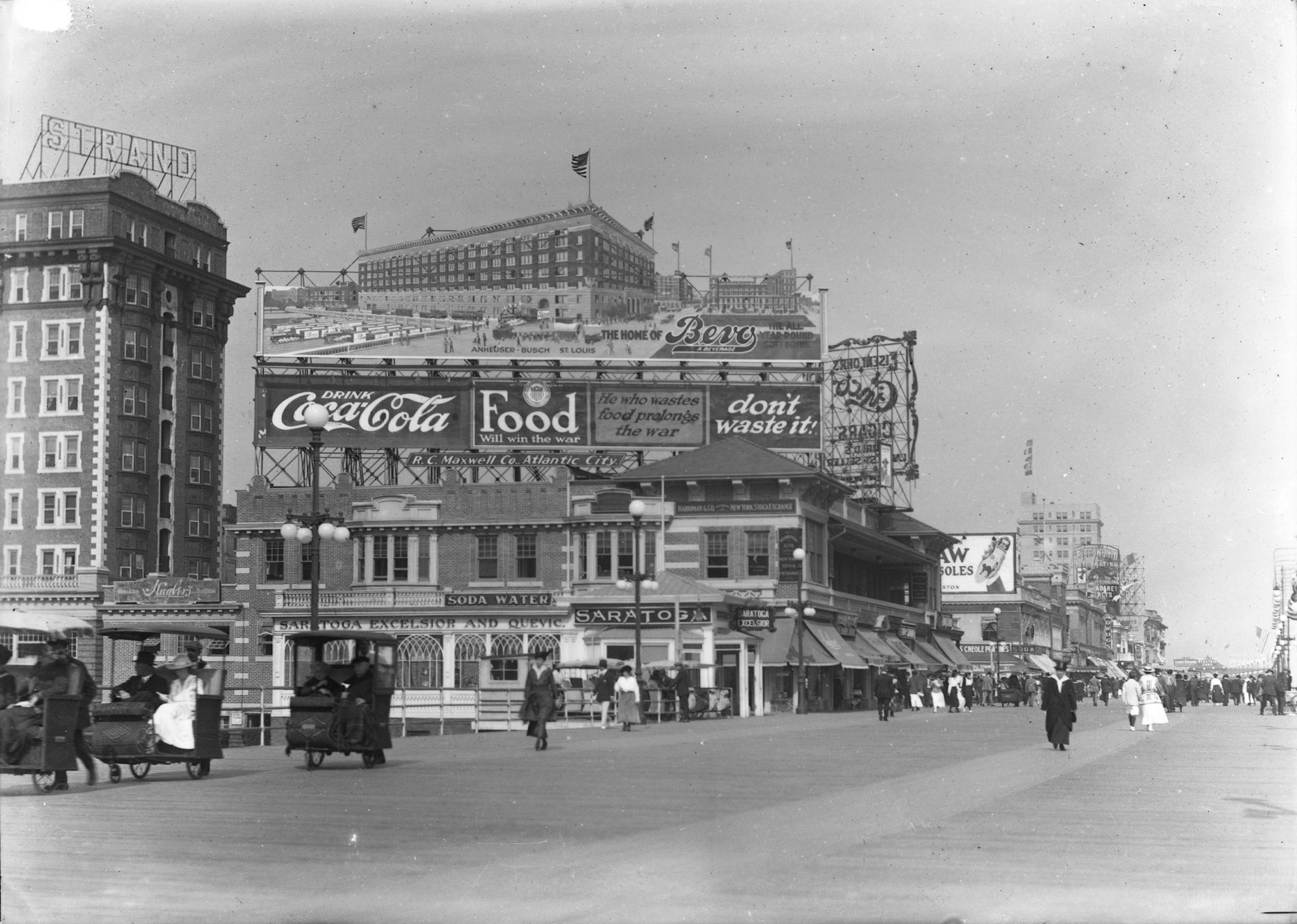
Boardwalk in 1917
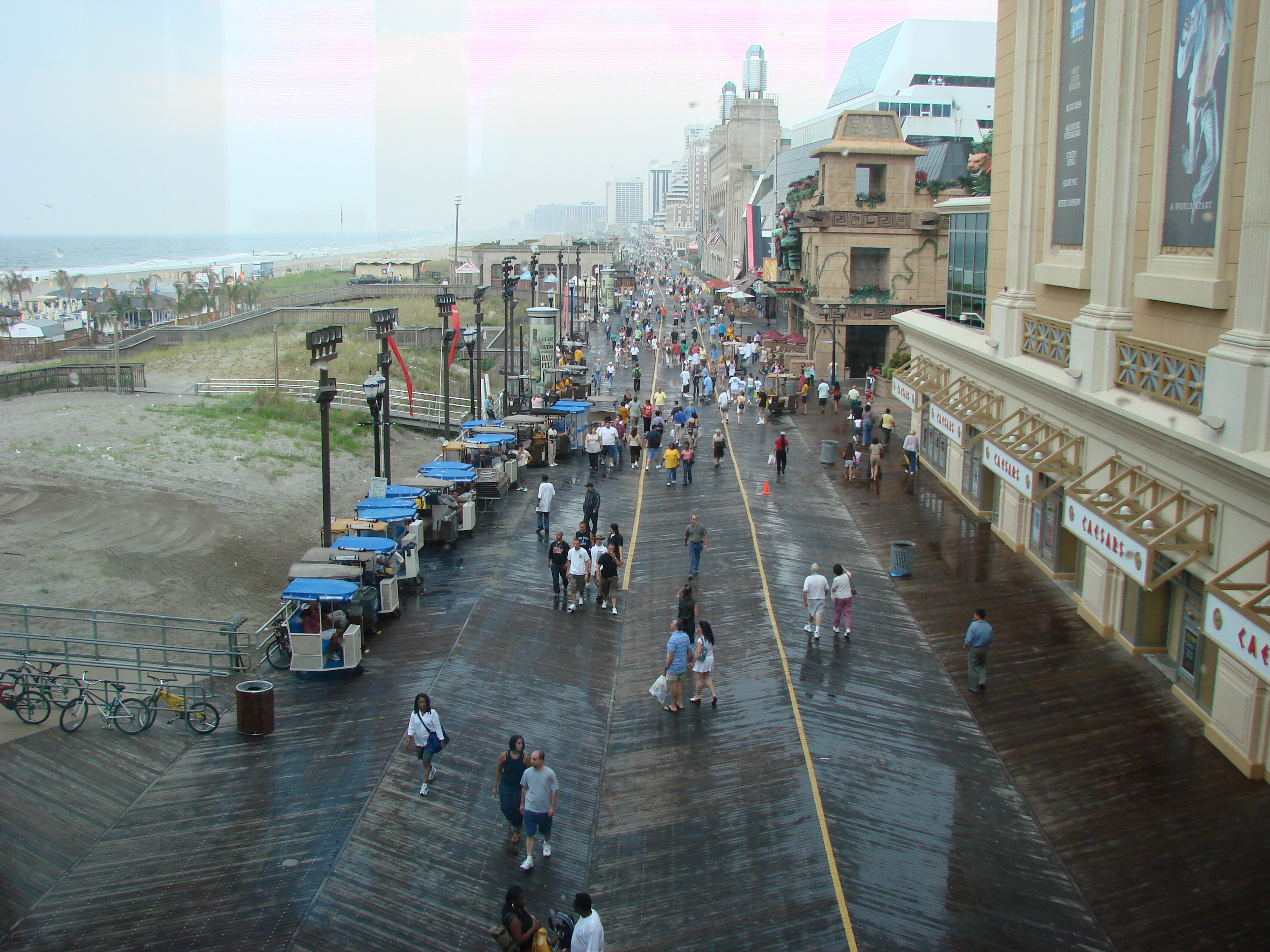
Boardwalk on a rainy day
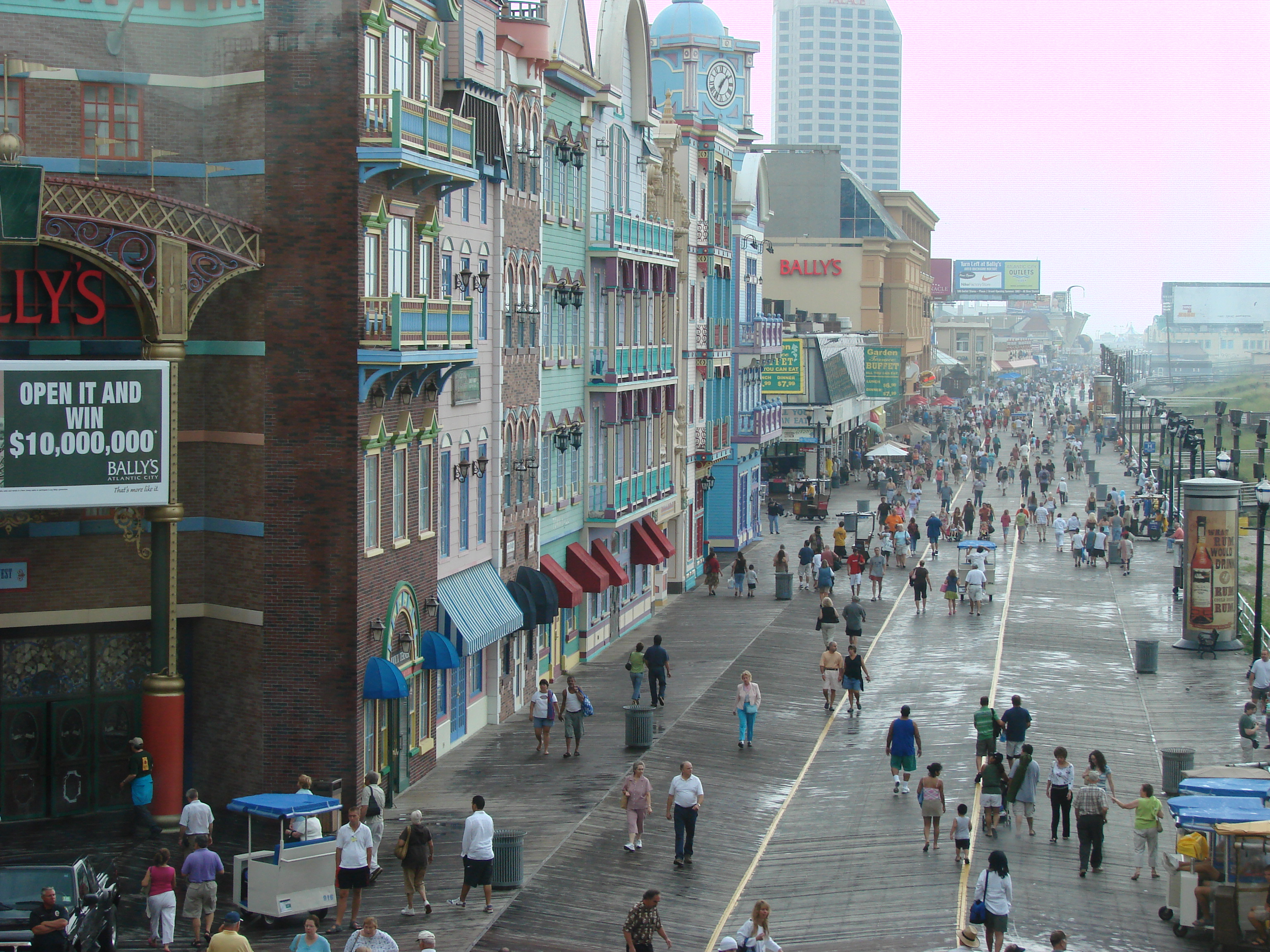
Boardwalk facing north
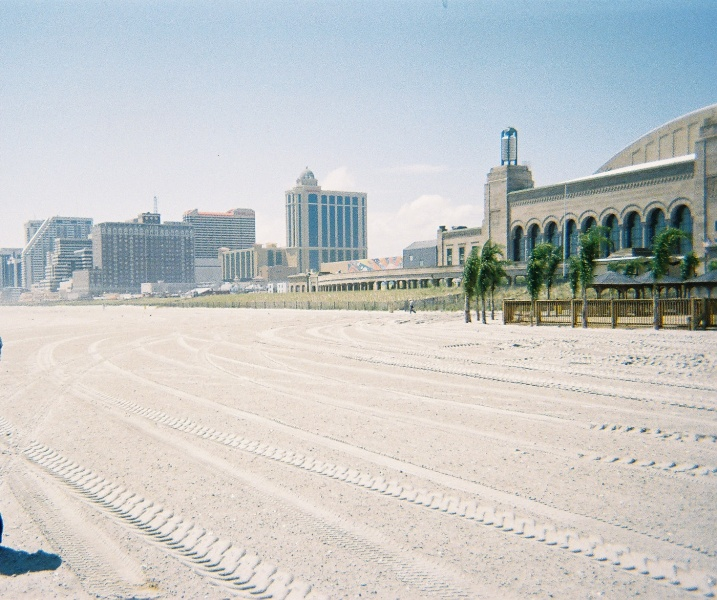
Atlantic Ocean shore in Atlantic City, New Jersey